# عقاب سیاه (فیلم ۱۹۴۶)
عقاب سیاه (به ایتالیایی: Aquila nera) یک فیلم درام تاریخی و ماجراجویانه ایتالیایی محصول سال ۱۹۴۶ به کارگردانی ریکاردو فردا با بازی جینو چروی، پائولو استوپا، لوئیجی پاوزه، لوریس جیتسی و جینا لولوبریجیدا است. این فیلم با نام بازگشت عقاب سیاه در ایالات متحده منتشر شد. این فیلم بر اساس رمان ناتمام روسی ۱۸۳۲ دوبروفسکی اثر الکساندر پوشکین (۱۸۳۷–۱۷۹۹) ساخته شده‌است. دنباله این فیلم در سال ۱۹۵۱ با عنوان انتقام عقاب سیاه منتشر شد.